# بنزوات الإيستراديول/بروجستيرون
بنزوات استراديول/بروجسترون (EB/P4)، المباع تحت الأسماء التجارية دوجينون وسيستوسايكلين وغيرها، هو دواء مركب من بنزوات استراديول، وهو هرمون الاستروجين، والبروجسترون. صُنع على شكل محاليل زيتية قصيرة المفعول ومعلقات مائية ميكروبلورية طويلة المفعول ويتم إعطاؤه عن طريق الحقن في العضلات مرة واحدة أو بشكل مستمر على فترات منتظمة.
كان بنزوات استراديول/بروجسترون أحد أول الأدوية التي تحتوي على هرمون الاستروجين والبروجيستوجين والتي قُدمت للاستخدام الطبي. سُوق لأول مرة في ألمانيا كمحلول زيتي في عام 1950. طُورت بنزوات استراديول/بروجسترون الميكروبلوري في المعلق المائي وتسويقه تحت الاسم التجاري سيستوسايكلين بعد عدة سنوات. اُستبدالت في النهاية بنزوات استراديول/بروجسترون بتركيبات هرمون الاستروجين والبروجيستوجين طويلة المفعول عن طريق الحقن بالإضافة إلى تركيبات هرمون الاستروجين والبروجيستوجين عن طريق الفم.

## الاستخدامات الطبية
اُستخدامت بنزوات استراديول/بروجسترون لعلاج اضطرابات الدورة الشهرية مثل انقطاع الطمث الثانوي وعدم انتظام الدورة الشهرية، كشكل من أشكال منع الحمل الطارئ خلال 48 ساعة من الجماع، وكاختبار للحمل. في شكل معلق مائي ميكروكريستالي، اُستخدامت بنزوات استراديول/بروجسترون بشكل خاص لعلاج النزيف الرحمي الوظيفي.
لقد تم دراسة بنزوات استراديول/بروجسترون في علاج سرطان الثدي لدى النساء ووجد أنه فعال.

### الاستمارات المتاحة
يتوفر أو كان متاحًا بنزوات استراديول/بروجسترون للاستخدام عن طريق الحقن العضلي في شكل محاليل زيتية قصيرة المفعول ومعلقات مائية ميكروبلورية طويلة المفعول. يتم توفيرها على شكل أمبولات، حيث تحتوي أمبولات المحلول الزيتي على 2-3 ملغ بنزوات استراديول و12.5-50 ملجم من البروجسترون والأمبولات المعلقة المائية التي تحتوي على 10 ملغ بنزوات استراديول و 200 ملجم من البروجسترون. تتراوح أحجام البلورات في بنزوات استراديول/بروجسترون الميكروبلورية في المعلق المائي (سيستوسيكلين) من 0.01 إلى 0.02 مم لبلورات بنزوات استراديول و0.02 إلى 0.1 مم لبلورات بروجسترون. أمبولة محلول زيتي تحتوي على 30 ملغ بنزوات استراديول و 30 يستخدم 1000 مجم من بروجسترون كوسيلة منع حمل طارئة عن طريق الحقن. كلينومين فورت عبارة عن معلق مائي لـ بنزوات استراديول/بروجسترون يحتوي أيضًا على الليدوكايين ويظل متاحًا حتى اليوم.

## علم الأدوية

### الديناميكية الدوائية
بنزوات استراديول هو هرمون الاستروجين، أو ناهض لمستقبلات هرمون الاستروجين، وهو الهدف البيولوجي للإستروجينات مثل الاستراديول الداخلي. إنه إستر استراديول ومستحضر أولي للاستراديول مع مدة عمل أطول من الاستراديول عند إعطائه عن طريق الحقن العضلي في محلول زيتي أو معلق مائي. بروجسترون هو بروجستيرون أو ناهض لمستقبلات البروجسترون، وهو الهدف البيولوجي للبروجستيرون مثل البروجسترون الداخلي.
الجرعة الكاملة لتحويل بطانة الرحم من بنزوات استراديول/بروجسترون في محلول الزيت هي 1 إلى 2ملجم بنزوات استراديول و20 إلى 25 مجم بروجسترون عن طريق الحقن العضلي يوميًا لمدة 10 إلى 14 دقيقة. في حين أن جرعة التحول الكامل لبطانة الرحم من بنزوات استراديول/بروجسترون في المعلق المائي الميكروبلوري هي حقنة عضلية واحدة بمقدار 10ملغ بنزوات استراديول و 200ملغ بروجسترون. للمقارنة، فإن الجرعة الكاملة لتحويل بطانة الرحم من استراديول فاليرات وهيدروكسي بروجسترون كابروات في محلول زيتي (الاسم التجاري Gravibinon) هي حقنة عضلية واحدة بمقدار 10ملجم استراديول فاليرات و250 إلى 375ملجم هيدروكسي بروجسترون كابروات. يحدث تحول بطانة الرحم عادة أثناء المرحلة الأصفرية من الدورة الشهرية؛ ويتم تحفيزه بواسطة البروجسترون الداخلي بعد التحضير الكافي بواسطة الاستراديول الداخلي.
الجرعة المحفزة لبطانة الرحم أثناء الحمل من بنزوات استراديول/بروجسترون في محلول زيتي هي 2 إلى 5 مجم EB و20 إلى 100 مجم P4 عن طريق الحقن العضلي يوميًا لمدة 5 إلى 7 أسابيع، في حين أن الجرعة المحفزة للديسيدوا من EB/P4 في معلق مائي ميكروكريستالين هي 10 إلى 20 مجم EB و200 إلى 250 مجم P4 في معلق مائي ميكروكريستالين عن طريق الحقن العضلي مرة واحدة في الأسبوع لمدة 6 أسابيع تقريبًا. للمقارنة، فإن الجرعة المحفزة للديسيدوا من استراديول فاليرات وهيدروكسي بروجسترون كابروات في محلول زيتي هي تقريبًا نفس الجرعة المحفزة للديسيدوا من EB/P4 الميكروكريستالين في معلق مائي. جرعات المحفزة للديسيدوا من تركيبات الإستروجين والبروجستيرون هي جرعات حمل كاذبة.

### الحركية الدوائية
يتم إعطاء بنزوات استراديول/بروجسترون عن طريق الحقن العضلي مرة واحدة أو بشكل مستمر على فترات منتظمة، اعتمادًا على الإشارة. إُبلاغ عن أن مادة بنزوات استراديول/بروجسترون غير المتبلورة في محلول زيتي (على سبيل المثال، دوجينون) لها مدة عمل تبلغ 2أيام من حيث مكون البروجستيرون، وبالتالي فهو مستحضر قصير المفعول، في حين أن بنزوات استراديول/بروجسترون الميكروبلوري في المعلق المائي (على سبيل المثال، سيستوسايكلين) له مدة تتراوح من 10 إلى 12 يومًا، وبالتالي فهو مستحضر طويل المفعول. وجدت إحدى الدراسات أن حقنة عضلية واحدة تحتوي على 10 ملغ من بنزوات استراديول الميكروبلوري في تعليق مائي بتركيز 0.05، أدى حجم البلورة 0.25 مم (مشابه لذلك الموجود في سيستوسيكلين) إلى زيادة قصوى قدرها 7 أضعاف في إفراز الاستراديول في اليوم الثاني بعد الحقن والحفاظ على إفراز استراديول مرتفع لمدة 17 يومًا. أيام.

## تاريخ
سُوقت بنزوات استراديول/بروجسترون في محلول زيتي للاستخدام عن طريق الحقن العضلي لأول مرة في ألمانيا عام 1950. كان أحد أول الأدوية التي تحتوي على هرمون الاستروجين والبروجيستوجين والتي قُدمت للاستخدام الطبي. لتحقيق مدة أطول للعمل، طُورت بنزوات استراديول/بروجسترون ميكروبلوري بأحجام بلورات محددة في معلق مائي، وتمت دراسته في عام 1954، وسُوق تحت الاسم التجاري سيستوسايكلين بعد ذلك بفترة وجيزة في الخمسينيات. قُدمت تركيبات تحتوي على مزيج من بنزوات استراديول أو استراديول فاليرات (إستر استراديول بمدة أطول من بنزوات استراديول) والبروجيستوجين الاصطناعي الأطول أمدًا هيدروكسي بروجسترون كابروات في محلول زيتي في عام 1955 وحلت محل بنزوات استراديول / بروجسترون في النهاية. قُدمت تركيبات الإستروجين والبروجيستوجين عن طريق الفم، مثل ميسترانول/نوريتينودريل (الاسم التجاري إينوفيد)، في الخمسينيات من القرن العشرين أيضًا، وسرعان ما حلت محل بنزوات استراديول/بروجسترون للدورة الشهرية وغيرها من المؤشرات أيضًا.

## المجتمع والثقافة

### التوفر
طُورت بنزوات استراديول/بروجسترون وتسويقه في أوروبا في الأصل. اليوم، أصبح متاحًا في عدد من الأماكن في العالم بما في ذلك العديد من بلدان أمريكا اللاتينية ومصر وإيطاليا ولبنان وتايوان وتايلاند وتركيا وماليزيا وإثيوبيا. يتوفر بنزوات استراديول/بروجسترون على وجه التحديد كوسيلة منع حمل طارئة قابلة للحقن في السلفادور وهندوراس ونيكاراغوا.
يظل بنزوات استراديول/بروجسترون في محلول الزيت متاحًا على نطاق واسع في جميع أنحاء العالم. وعلى العكس من ذلك، لم يعد يتم تسويق السيستوسايكلين، أو بنزوات استراديول/بروجسترون الميكروبلوري في المعلق المائي. ومع ذلك، تظل الصيغ الفردية من بنزوات استراديول الميكروبلوري في معلق مائي وبروجسترون الميكروبلوري في معلق مائي متاحة في بعض البلدان، بما في ذلك جمهورية التشيك وسلوفاكيا.